# Joseph Christophe Couin
Joseph Christophe Couin, baron de Grandchamp, né le 14 juin 1763 à Beaumont-le-Vicomte et mort le 9 septembre 1834 à Escorpain, est un général français de la révolution et de l’Empire.

## Biographie
Il entre en service le 15 mai 1780, comme simple canonnier au régiment d'Auxonne artillerie, il sert en 1780-1781 sur les côtes de Brest et de Normandie, et en juin 1782, il est au siège de Genève, qui capitule le 2 juillet 1782. Il est nommé premier canonnier le 15 octobre 1787. Il est blessé d'un coup de feu à la jambe gauche à l'affaire de Nancy, le 31 août 1790. Le 1er avril 1791, il est caporal fourrier, puis il passe sergent le 1er octobre 1791 à la 23e compagnie d’artillerie légère. Il est affecté à l’armée du Nord en 1792, et le 28 juillet 1792, il est nommé lieutenant en premier dans l'artillerie à cheval de la Légion du Nord. 
Promu capitaine le 23 octobre 1792, il sert en Vendée (voir Guerre de Vendée), et en 1794-1795, il est à l'Armée des Pyrénées occidentales. Le 11 juin 1794, il est affecté au 7e régiment d'artillerie à cheval. En 1796, il rejoint l’armée d’Italie et le 19 juin 1796, il sert au 5e régiment d'artillerie à cheval. Il est blessé d'un coup de feu au bras droit à la bataille d'Arcole, le 17 novembre 1796.
En 1798, il fait la campagne d’Égypte, il est affecté aux guides de Bonaparte le 1er juillet 1799. Le 3 janvier 1800 il est capitaine dans la compagnie d'artillerie à cheval de la Garde consulaire, et le 29 octobre, il est nommé chef d'escadron commandant la compagnie d'artillerie à cheval de la Garde consulaire. Il est fait chevalier de la Légion d’honneur le 11 décembre 1803, et commandeur du même ordre le 14 juin 1804 et colonel du régiment d'artillerie à cheval de la Garde impériale.
De 1804 à 1807, il sert successivement à l’armée des côtes de l'Océan, puis à la Grande Armée, et il participe en 1806 à la campagne de Prusse.
Le 9 mars 1806, il est promu général de brigade commandant l'artillerie de la Garde, et le 3 janvier 1807, il est colonel en second de l'artillerie de la Garde. Le 5 novembre 1807, il commande l'artillerie du 2e corps d'observation des côtes de l'Océan sous Moncey. il passe le 15 décembre 1807 dans la ligne par suite de la suppression de l'emploi de colonel en 2e, conséquence d'irrégularités dans les achats de chevaux et d'habillement. 
En 1808, il est à l’armée d'Espagne, et il est fait baron de l’Empire le 19 mars 1808. Il est au combat de Cabriel dans l'expédition de Valence le 21 juin 1808, et à Tudela le 23 novembre 1808.
Il commande l'artillerie de la réserve de cavalerie en Autriche sous Bessières le 15 juin 1809. Il est nommé inspecteur général d'artillerie le 22 août 1810 avant de rejoindre l'armée de Portugal, où il commande le 3 septembre 1810, l'artillerie du 9e corps sous Drouet d'Erlon.
Le 23 janvier 1812, il commande l'artillerie du corps d'observation d'Italie, puis le 1er avril 1812 il est commandant en second de l'artillerie du 4e corps de la Grande Armée sous le prince Eugène.
Le 29 janvier 1813, il est mis en disponibilité. Il est rappelé le 1er septembre 1813 au commandement de l'artillerie du 5e corps de cavalerie de la Grande Armée. En 1814, il fait la campagne de France, où il sert en Champagne sous Grouchy. Il est à Vauchamps le 14 février 1814.
Il est mis en non activité le 6 août 1814, et il est admis à la retraite le 24 décembre 1814.
Le 22 mars 1831, il est compris dans le cadre de réserve de l'état-major général, et le 1er mars 1832, il est admis définitivement au traitement de retraite.
« (...) troupier renforcé, au langage trivial, au physique commun, au visage défiguré par une dépression du nez qui équivalait presque à l'absence de cet organe ; mais, pour rendre hommage à la vérité, excellent homme, très obligeant, simple et loin d'avoir les prétentions qu'affectaient beaucoup de parvenus de cette époque – et c'était un mérite » (Boulart, p. 160-161).

## Armoiries
| Figure | Blasonnement |
|        | Armes du baron de Granchamp et de l'Empire (décret du 19 mars 1808, lettres patentes du 15 juin 1808 (Bayonne)). Coupé; d'argent et d'azur; l'argent chargé à dextre d'une tour ruinée de sable ajourée et mâçonnée du champ, surmontée à sénestre de trois foudres de sable ; le quartier des barons sortis de l'armée occupant la partie sénestre du premier coupé ; l'azur chargé d'une pyramide d'argent mâçonnée de sable, affrontée à sénestre d'un griffon d'or., Livrées : bleu, jaune, rouge et blanc. |